# Бліссвілл
Бліссвілл (англ. Blissville) — парафія в Канаді, у провінції Нью-Брансвік, у складі графства Санбері.

## Населення
За даними перепису 2016 року, парафія нараховувала 819 осіб, показавши скорочення на 11,6%, порівняно з 2011-м роком. Середня густина населення становила 2,4 осіб/км².
З офіційних мов обидвома одночасно володіли 60 жителів, тільки англійською — 760.
Працездатне населення становило 54,7% усього населення, рівень безробіття — 14,7% (17,8% серед чоловіків та 9,7% серед жінок). 93,3% осіб були найманими працівниками, а 4% — самозайнятими.
Середній дохід на особу становив $33 102 (медіана $27 584), при цьому для чоловіків — $38 866, а для жінок $27 467 (медіани — $33 152 та $23 360 відповідно).
28,5% мешканців мали закінчену шкільну освіту, не мали закінченої шкільної освіти — 29,2%, 42,3% мали післяшкільну освіту, з яких 13,8% мали диплом бакалавра, або вищий.
| Статево-вікова структура населення | Статево-вікова структура населення | Статево-вікова структура населення | Статево-вікова структура населення | Статево-вікова структура населення |
| ---------------------------------- | ---------------------------------- | ---------------------------------- | ---------------------------------- | ---------------------------------- |
|                                    |                                    |                                    |                                    |                                    |
| Всього                             | Всього                             | 50,9%49,1%                         |                                    |                                    |
| 0 — 14 років                       | 0 — 14 років                       |                                    | 14,1%                              | 14,1%                              |
| 15 — 64 років                      | 15 — 64 років                      |                                    | 66,9%                              | 66,9%                              |
| 65 і більше                        | 65 і більше                        |                                    | 19%                                | 19%                                |
| 85 і більше                        | 85 і більше                        |                                    | 3,1%                               | 3,1%                               |
| Середній вік (років)               | Середній вік (років)               | 44,044,9                           | 44,4                               | 44,4                               |
| Медіана (років)                    | Медіана (років)                    | 47,947,2                           | 47,6                               | 47,6                               |
| — чоловіки — жінки                 |                                    |                                    |                                    |                                    |

| Походження мешканців:     | Походження мешканців:     | Походження мешканців: | Походження мешканців: | Походження мешканців: |
| ------------------------- | ------------------------- | --------------------- | --------------------- | --------------------- |
| Походження                |                           |                       | осіб                  | %                     |
| Корінні американці        | Корінні американці        |                       | 35                    | 4.27%                 |
| Інше північноамериканське | Інше північноамериканське |                       | 460                   | 56.1%                 |
| Європейське               | Європейське               |                       | 590                   | 71.95%                |
| британське                | британське                |                       | 520                   | 63.41%                |
| французьке                | французьке                |                       | 180                   | 21.95%                |

| Зайнятість населення за галузями (за класифікацією NOC): | Зайнятість населення за галузями (за класифікацією NOC): | Зайнятість населення за галузями (за класифікацією NOC): | Зайнятість населення за галузями (за класифікацією NOC): | Зайнятість населення за галузями (за класифікацією NOC): |
| -------------------------------------------------------- | -------------------------------------------------------- | -------------------------------------------------------- | -------------------------------------------------------- | -------------------------------------------------------- |
|                                                          |                                                          |                                                          |                                                          |                                                          |
| Управління                                               | Управління                                               |                                                          | 8,2%                                                     | 8,2%                                                     |
| Бізнес, фінанси та адміністрування                       | Бізнес, фінанси та адміністрування                       |                                                          | 11%                                                      | 11%                                                      |
| Природничі та прикладні науки                            | Природничі та прикладні науки                            |                                                          | 4,1%                                                     | 4,1%                                                     |
| Охорона здоров'я                                         | Охорона здоров'я                                         |                                                          | 5,5%                                                     | 5,5%                                                     |
| Освіта, правозахист, муніципальні та урядові служби      | Освіта, правозахист, муніципальні та урядові служби      |                                                          | 9,6%                                                     | 9,6%                                                     |
| Роздрібна торгівля та послуги                            | Роздрібна торгівля та послуги                            |                                                          | 13,7%                                                    | 13,7%                                                    |
| Гуртова торгівля, транспорт та обладнання                | Гуртова торгівля, транспорт та обладнання                |                                                          | 28,8%                                                    | 28,8%                                                    |
| Природні ресурси, сільське господарство                  | Природні ресурси, сільське господарство                  |                                                          | 12,3%                                                    | 12,3%                                                    |
| Виробництво                                              | Виробництво                                              |                                                          | 6,8%                                                     | 6,8%                                                     |

## Клімат
Середня річна температура становить 5,7°C, середня максимальна – 23,7°C, а середня мінімальна – -14,9°C. Середня річна кількість опадів – 1 171 мм.
| Клімат поселення                              | Клімат поселення | Клімат поселення | Клімат поселення | Клімат поселення | Клімат поселення | Клімат поселення | Клімат поселення | Клімат поселення | Клімат поселення | Клімат поселення | Клімат поселення | Клімат поселення | Клімат поселення |
| Показник                                      | Січ.             | Лют.             | Бер.             | Квіт.            | Трав.            | Черв.            | Лип.             | Серп.            | Вер.             | Жовт.            | Лист.            | Груд.            |                  |
| Середній максимум, °C                         | −3,19            | −1,57            | 3,85             | 10,40            | 16,82            | 21,89            | 23,72            | 22,96            | 18,08            | 12,14            | 6,18             | −1,22            |                  |
| Середня температура, °C                       | −9,05            | −7,41            | −2,02            | 4,55             | 10,97            | 16,03            | 19,35            | 18,60            | 13,74            | 7,77             | 1,79             | −5,59            |                  |
| Середній мінімум, °C                          | −14,9            | −13,28           | −7,88            | −1,32            | 5,10             | 10,17            | 14,99            | 14,23            | 9,36             | 3,39             | −2,55            | −9,96            |                  |
| Норма опадів, мм                              | 111              | 78               | 102              | 87               | 103              | 90               | 94               | 87               | 96               | 100              | 112              | 111              |                  |
| Середньомісячна швидкість вітру, м/с          | 3.60             | 3.61             | 3.80             | 3.64             | 3.30             | 2.90             | 2.60             | 2.50             | 2.74             | 3.10             | 3.40             | 3.60             |                  |
| Середньомісячна сонячна радіація, кДж/м²·день | 5270             | 8527             | 12306            | 15385            | 18254            | 20273            | 20025            | 17760            | 13264            | 8549             | 5084             | 4122             |                  |
| --------------------------------------------- | ---------------- | ---------------- | ---------------- | ---------------- | ---------------- | ---------------- | ---------------- | ---------------- | ---------------- | ---------------- | ---------------- | ---------------- | ---------------- |
| Джерело:                                      |                  |                  |                  |                  |                  |                  |                  |                  |                  |                  |                  |                  |                  |